# Jéssica Ellen
Jéssica Ellen Dias da Costa (Rio de Janeiro, 16 de junho de 1992) é uma atriz, cantora, compositora e dançarina brasileira. Formada em Teatro pela UniverCidade, tornou-se conhecida por suas atuações na televisão e cinema, além de ser uma das principais expoentes da cultura afro-brasileira. Ellen é ganhadora de vários prêmios, incluindo um Prêmio Guarani, um Prêmio Potências e um prêmio de atuação do festejado Festival de Cinema de Gramado.
Ellen fez sua estreia na televisão na novela Malhação: Intensa como a Vida (2012) no papel da sueca Rita Svensson. Ganhou notoriedade após sua estreia e integrou o elenco das novelas Geração Brasil (2014) e Totalmente Demais (2015). No entanto, seu reconhecimento artístico se deu ao interpretar Rose na minissérie Justiça (2016), onde discutiu sobre o racismo. Desde então, passou a ser requisitada para papéis mais complexos. Em 2018, foi eleita Brasileira do Ano na categoria Televisão pelo Troféu IstoÉ por sua atuação na minissérie Assédio, como a secretária Daiane.
Sua consolidação na televisão deu-se ao interpretar a professora Camila na novela Amor de Mãe (2019), que lhe rendeu indicações a inúmeros prêmios e elogios da crítica. Interpretou novamente uma professora com olhar crítico no filme Cabeça de Nêgo (2021), pelo qual recebeu o Prêmio Guarani de Melhor Atriz Coadjuvante. Ela também teve destaque no cinema ao ganhar o troféu de Melhor Atriz no Festival de Gramado pelo curta-metragem Último Domingo (2022). Além de atriz, também aventurou-se como apresentadora no reality show culinário Cook Island (2022).
Como cantora, lançou seu primeiro álbum Sankofa em 2018, dando voz a sua ancestralidade. Apresentou-se no Palco Sunset do Rock in Rio ao lado de Elza Soares em 2019. Seu segundo álbum foi lançado em 2021 e foi intitulado Macumbeira, buscando desmistificar imagens de preconceito e intolerância religiosa. Contém participações de Zezé Motta, Pretinho da Serrinha e Joyce Kelly, irmã da artista. Em 2024, Jéssica Ellen interpreta Madalena, sua primeira protagonista em telenovelas, na exitosa Volta por Cima.

## Início da vida

### Família e formação
Nascida e criada no bairro da Rocinha, zona sul do Rio de Janeiro, Jéssica Elles Dias da Costa é filha de Nilma Maria Dias,  carioca e empregada doméstica, com Luiz Enedino da Costa, paraibano e açougueiro.  Ainda em sua infância, seus pais se separaram e ele voltou a viver em sua terra natal, João Pessoa, na Paraíba, e, desde então, não manteve contato com o pai. Eles se reencontraram em 2019, no Rio de Janeiro, e se reconciliaram.
Ao longo de sua infância e adolescência, Jéssica foi criada por sua mãe e seu ex-padrasto, José Mauro, ao lado de seus três irmãos, Cíntia, Joyce e Jonathan. Sua formação básica deu-se exclusivamente em escolas públicas. Ela sempre foi muito dedicada aos estudos e, devido ao seu alto rendimento escolar, teve bolsas em dois cursos complementares, o Revivarte e Novos Horizontes, onde aprofundava-se nas disciplinas de Inglês, Sociologia, Ciências, Política, Literatura, Yoga, Música, Teatro, Cinema e Dança Contemporânea, o que a ajudou a intensificar seu interesse pelo estudo e a aproximou do ofício artístico. Ao final do curso, ganhou uma bolsa de intercâmbio para Oxford, na Inglaterra, onde estudou no The Oxford English Centre.
Após completar o Ensino Médio, começou a trabalhar como auxiliar de limpeza e animadora de festas aos finais de semana e teve o apoio de amigos e familiares. Por meio do PROUNI, foi a primeira da sua família a ingressar no Ensino Superior, escolhendo o curso de Teatro, na UniverCidade, no Rio de Janeiro. No mesmo período, conquistou uma bolsa de estudos integral na Faculdade de Dança Angel Vianna, onde conquistou formação técnica como Bailarina Contemporânea. Em entrevistas, a atriz revelou que passou muitas dificuldades para estudar e trabalhar ao mesmo tempo, e que o centro espírita que frequenta muitas vezes a ajudou com passagens de ônibus e alimentação. Para ajudar no sustento do lar, enquanto estudava, trabalhou por alguns anos como faxineira de um restaurante no Shopping Leblon.

## Carreira

### 2012—18: Primeiros trabalhos
Após concluir seus estudos, o primeiro trabalho de Jéssica Ellen na televisão ocorreu em 2012 ao interpretar a simpática Rita Svensson, uma das protagonistas da novela teen Malhação: Intensa como a Vida, que foi um sucesso de público. Sua personagem é uma aluna nova no colégio Quadrante, uma menina misteriosa que veio da Suécia com sua mãe Luiza (Thalma de Freitas), e o padrasto. Após surgir em Malhação, foi escalada para a novela das sete Geração Brasil (2014), de Filipe Miguez e Izabel de Oliveira, onde interpretou a dedicada e ambiciosa Alice, que trabalha em uma grande empresa de tecnologia (assunto principal da novela). Na trama, fez par romântico com o ator Dan Ferreira, com quem viria a se casar na sua vida real.
Ainda em 2014, esteve em uma participação especial no episódio "Parceria" da série de drama Questão de Família, do canal GNT, interpretando Amanda. Em 2015, esteve no elenco da primeira série brasileira produzida pelo canal AXN, Santo Forte, estrelada por Vinícius de Oliveira, onde a atriz deu vida à Cátia no segundo episódio da primeira temporada. No mesmo ano, fez sua segunda novela das sete, Totalmente Demais, de Rosane Svartman e Paulo Halm, trabalhando novamente com Svartman após Malhação (2012). Sua personagem na trama é a moderna Adele, que trabalha como booker para uma revista de moda e que o decorrer da história se revela homossexual.
Em 2016, recebe seu primeiro papel de grande destaque na crítica na minissérie Justiça, escrita por Manuela Dias. A personagem ganhou notoriedade pela discussão do racismo na sociedade brasileira. Ambientada em Recife, Ellen interpreta a jovem estudante Rose, um garota negra que é a única presa por estar consumindo drogas com seus amigos brancos enquanto comemoravam a aprovação na universidade em uma festa na praia. Anos depois, sua personagem sai da prisão e tenta reconstruir a vida. Em 2017, encarna uma advogada na minissérie Segredos de Justiça, exibida no Fantástico, e integra o elenco principal da série de comédia Filhos da Pátria, contracenando com Fernanda Torres e Alexandre Nero, numa trama que se passa em 1822, em meio ao "bucólico caos urbano carioca" com a promessa de mudança chega à recém-proclamada independência do Brasil. Sua personagem é Lucélia, a ácida empregada doméstica da Família Bulhosa.
Em 2018, se lançou como cantora e compositora, dando voz à ancestralidade no primeiro álbum, Sankofa, produzido por Rafael dos Anjos, sob direção artística da própria Jéssica. Após se apresentar no Rock in Rio 2019 no palco Sunset com Elza Soares, Jéssica lançou um novo clipe “Madá”, um mistura de clipe e mini-documentário, mostrando a relação com suas origens, família e comunidade, especialmente com sua avó, Madalena, que inspirou o nome do single.
Ainda em 2018, obteve um grande destaque na série dramática Assédio, do Globoplay, obra que apresenta a trajetória do ex-médico Roger Abdelmassih, especialista em reprodução humana condenado por delitos de abuso sexual a suas pacientes. Na trama, Roger Sadala (Antonio Calloni) é um médico renomado na área de fertilização humana e respeitado publicamente, que esconde uma outra face sombria por trás da falsa integridade. Quando sua recepcionista Daiane (Jéssica Ellen) quebra o silêncio e o denuncia por assédio, diversas outras vítimas se juntam à ela com histórias semelhantes, que vão até o abuso sexual. A atriz foi eleita pela Revista IstoÉ como Brasileira do Ano na categoria TV pela atuação na série.

### 2019—presente: Reconhecimento artístico
Após a repercussão em Assédio (2018), ela foi escalada para um de seus mais importantes trabalhos na televisão na novela Amor de Mãe, de Manuela Dias, na pele da professora de história Camila. Sua personagem é uma das filhas da protagonista Lurdes, interpretada por Regina Casé. Juntou-se à família quando foi encontrada ainda bebê em uma estrada por Lurdes. Adulta, Camila é uma jovem professora de história que é revolucionária e luta contra o preconceito racial e as injustiças sociais, tentando fazer com que os alunos se apaixonem pelos estudos, batendo de frente com uma empresa que explora o meio ambiente, tentando evitar o fechamento da escola estadual em que dá aula.
No mesmo ano, trabalha novamente com Regina Casé no filme de comédia dramática Três Verões, dirigido por Sandra Kogut, onde dessa vez elas interpretam funcionárias de uma família rica que ficam sem os patrões após a prisão do patriarca. Também está no elenco do filme dramático Cabeça de Nêgo (2021), de Déo Cardoso, na pele de uma professora, papel esse que lhe rendeu elogios da crítica e o Prêmio Guarani de Melhor Atriz Coadjuvante.
Depois de apresentar o single "Macumbeira" em 2020 no Dia da Consciência Negra, lançou em 2021 seu segundo álbum solo de mesmo nome, Macumbeira, com oito faixas que remetem sobre a fé e a infância da atriz e conta com participações especiais de Zezé Motta, Pretinho da Serrinha e de sua irmã, Enjoyce. Em 2021, ainda, após ser finalista do reality musical The Masked Singer Brasil, lançou o clipe da música "Jambeira Flor" que foi composta em 2018 em homenagem a cantora Renata Jambeiro, que faz participação na canção. No final do ano, participa do especial Juntos a Magia Acontece 2, no papel da artesã Solange, uma mãe que cria sozinha Caio (Pedro Guilherme) e precisa lidar com o desejo do filho de conhecer seu pai às vésperas do Natal. A atriz também participou do especial 70 Anos Esta Noite, no papel de narradora, personificando a voz da telenovela, a grande homenageada da noite que completa sete décadas na televisão brasileira.
Em 2022, integra o elenco dos filmes Medida Provisória, dirigido por Lázaro Ramos, em uma participação especial como uma estudante na rua, e Ela e Eu, dirigido por Gustavo Rosa de Moura, como Giovanna, uma jovem universitária que namora Carol (Lara Tremouroux). Foi eleita Melhor Atriz de Curta-Metragem pelo Festival de Gramado por sua atuação em Último Domingo, filme é inspirado livremente no capitulo inicial do livro O Evangelho Segundo Jesus Cristo de José Saramago, buscando dar uma nova perspectiva à clássica narrativa bíblica. Na televisão, estreia como apresentadora no reality show culinário Cook Island - Ilha do Sabor do GNT, apresentando ao lado de Joaquim Lopes, e integra o elenco de participantes da competição Dança dos Famosos, quadro do Domingão com Huck.
Em 2024, volta a interpretar Camila na comédia Dona Lurdes: O Filme, spin-off da novela Amor de Mãe que traz a história da família após alguns anos. Na televisão, atua na segunda temporada da série adolescente Vicky e a Musa, no Globoplay, e é escalada para interpretar sua primeira protagonista em telenovelas como Madalena em Volta por Cima, novela escrita por Cláudia Souto para o horário das sete da TV Globo. Madá é uma jovem batalhadora que vive com os pais, o motorista de ônibus da Viação Formosa, Lindomar (MV Bill), e a costureira Doralice (Tereza Seiblitz), junto da irmã adolescente, Tati (Bia Santana), e o tio folgado, Osmar (Milhem Cortaz), na fictícia Vila Cambucá, bairro suburbano do Rio de Janeiro, e precisa dar a volta por cima para manter sua família após a morte do pai.Após Volta por Cima, a atriz integra o elenco da peça Mães, o Musical, uma adaptação produzida por Claudia Raia com base no sucesso off-Broadway Motherhood, the Musical, de Sue Fabisch, onde interpreta Dani.

## Vida pessoal
Jéssica conta em entrevistas que, apesar de ter sofrido discriminação racial e bullying na adolescência e ter alisado os seus cabelos crespos por muitos anos, hoje tem orgulho de suas raízes e ama ser inspiração para meninas e mulheres negras de todas as idades. Também relatou em entrevistas ter sofrido bullying na adolescência devido aos seus cabelos crespos, os quais alisou por muitos anos, além de ter sofrido discriminação racial na escola. Na infância frequentava a Umbanda por influência de sua mãe e aos 25 anos se iniciou no Candomblé.Em entrevistas defende que só uma educação de qualidade é capaz de transformar a realidade dos jovens brasileiros, e que atualmente consegue sobreviver da arte e mudar sua vida econômica, mas não pode ainda ajudar totalmente sua família.
Em 2019, começou a namorar o também ator Dan Ferreira. Em dezembro de 2021, os atores ficaram noivos. Em maio de 2022, os atores anunciaram que estavam esperando o primeiro filho. Em dezembro de 2022, Jéssica deu a luz um menino, Mali Dayó. Em abril de 2024, pouco mais de um ano após o nascimento da criança, foi confirmado que o casal havia se separado.

## Filmografia

### Televisão
| Ano  | Título                        | Personagem                 | Notas                          |
| ---- | ----------------------------- | -------------------------- | ------------------------------ |
| 2012 | Malhação: Intensa como a Vida | Rita Lima Svensson         |                                |
| 2014 | Geração Brasil                | Alice Sampaio              |                                |
| 2014 | Questão de Família            | Amanda                     | Episódio: "Parceria"           |
| 2015 | Santo Forte                   | Cátia                      | Episódio: "2"                  |
| 2015 | Totalmente Demais             | Adele                      |                                |
| 2016 | Justiça                       | Rose Silva dos Santos      |                                |
| 2017 | Segredos de Justiça           | Advogada                   | Episódio: "Nem Tudo é Verdade" |
| 2017 | Filhos da Pátria              | Lucélia de Deus            |                                |
| 2018 | Assédio                       | Daiane de Palma            |                                |
| 2019 | Amor de Mãe                   | Camila dos Santos Silva    |                                |
| 2021 | The Masked Singer Brasil      | Gata Espelhada (4.° lugar) | Temporada 1                    |
| 2021 | Juntos a Magia Acontece 2     | Solange                    | Especial de fim de ano         |
| 2021 | 70 Anos Esta Noite            | Narradora (Novela)         | Especial de fim de ano         |
| 2022 | Cook Island - Ilha do Sabor   | Apresentadora              |                                |
| 2022 | Dança dos Famosos             | Ela mesma / Participante   | Temporada 19                   |
| 2023 | Vai na Fé                     | Adele                      | Episódio: "22 de julho"        |
| 2024 | Vicky e a Musa                | Juli Paiva                 |                                |
| 2024 | Volta por Cima                | Madalena Souza (Madá)      |                                |

### Filmes
| Ano  | Título                | Personagem              | Notas          |
| ---- | --------------------- | ----------------------- | -------------- |
| 2018 | Cabeça de Nêgo        | Professora Elaine       |                |
| 2020 | Três Verões           | Vanessa                 |                |
| 2021 | Sobre Nós             | Ela mesma               | Documentário   |
| 2022 | Medida Provisória     | Estudante               |                |
| 2022 | Ela e Eu              | Giovanna                |                |
| 2022 | Último Domingo        | Maria                   | Curta-metragem |
| 2024 | Dona Lurdes - O Filme | Camila dos Santos Silva |                |
| 2025 | Vítimas do Dia        | Daiane                  |                |
| 2025 | Coisa de Novela       | Ela mesma               | Telefilme      |

### Vídeos musicais
| Ano  | Canção         | Artista           | Refs.  |
| ---- | -------------- | ----------------- | ------ |
| 2018 | "Maria, Maria" | Milton Nascimento | [ 50 ] |

## Teatro
| Ano  | Título                 | Personagem  |
| ---- | ---------------------- | ----------- |
| 2017 | Pineal - Ritual Cênico | —           |
| 2019 | Meu Destino É Ser Star | Jéssica Luz |
| 2025 | Mães, o Musical        | Dani        |

## Discografia

### Álbuns de estúdio
| Álbum      | Detalhes                                                                                                  |
| ---------- | --- |
| Sankofa    | - Lançamento: 15 de maio de 2018 - Formatos: CD, download digital, streaming - Gravadora: Independente    |
| Macumbeira | - Lançamento: 20 de janeiro de 2021 - Formatos: CD, download digital, streaming - Gravadora: Independente |

### Singles
| Título                                  | Ano  | Álbum                         |
| --------------------------------------- | ---- | ----------------------------- |
| "Madá"                                  | 2019 | Sankofa                       |
| "Macumbeira"                            | 2020 | Macumbeira                    |
| "Jambeira Flor" (part. Renata Jambeiro) | 2021 | Não adicionado a nenhum álbum |

### Composições
- Dídún Orin Pasè (Doce cantiga de ninar)
- Logunedé (part. Lucas Tiburcio)
- Madá
- Noite de roda (part. Thiago da Serrinha)

## Prêmios e indicações
| Ano  | Prêmio                                          | Categoria                                           | Nomeações                             | Resultado |
| ---- | ----------------------------------------------- | --------------------------------------------------- | ------------------------------------- | --------- |
| 2018 | Troféu ISTOÉ - Brasileiros do Ano               | Televisão                                           | Assédio                               | Venceu    |
| 2019 | Prêmio Brasil Musical                           | Ator / Atriz Revelação                              | Meu Destino É Ser Star                | Indicada  |
| 2019 | Prêmio Musical.Rio                              | Solo do Ano                                         | Meu Destino É Ser Star                | Indicada  |
| 2019 | Prêmio The Brazilian Critic                     | Melhor Atriz Coadjuvante em Série de Comédia        | Filhos da Pátria                      | Venceu    |
| 2020 | Prêmio Contigo! de TV                           | Melhor Atriz Coadjuvante de Novela ou Série         | Amor de Mãe                           | Indicada  |
| 2020 | Prêmio BreakTudo                                | Melhor Atriz Brasileira                             | Amor de Mãe                           | Indicada  |
| 2020 | Melhores do Ano Minha Novela                    | Melhor Atriz Coadjuvante (público e redação)        | Amor de Mãe                           | Venceu    |
| 2020 | Melhores do Ano Minha Novela                    | Melhor Casal (com Chay Suede)                       | Amor de Mãe                           | Venceu    |
| 2021 | Melhores do Ano - RD1                           | Melhor Atriz Coadjuvante                            | Amor de Mãe                           | Indicada  |
| 2021 | Prêmio F5                                       | Melhor Atriz de Novela                              | Amor de Mãe                           | Indicada  |
| 2021 | Prêmio Notícias da TV                           | Ator ou Atriz de Novela                             | Amor de Mãe                           | Indicada  |
| 2021 | Prêmio Mundo Negro                              | Melhor Atriz                                        | Amor de Mãe                           | Indicada  |
| 2021 | Melhores do Ano                                 | Melhor Atriz de Novela                              | Amor de Mãe                           | Indicada  |
| 2021 | Prêmio Potências!                               | Atriz do Ano                                        | Amor de Mãe                           | Venceu    |
| 2021 | Prêmio Potências!                               | Troféu Potência                                     | Jéssica + Zezé Motta                  | Indicada  |
| 2021 | Prêmio Glow                                     | Celebridade Glow do Ano                             | Jéssica Ellen                         | Indicada  |
| 2022 | Festival Sesc Melhores Filmes                   | Melhor Atriz Nacional                               | Cabeça de Nêgo                        | Indicada  |
| 2022 | CCXP Awards                                     | Melhor Atriz Filme (Brasil)                         | Cabeça de Nêgo                        | Indicada  |
| 2022 | Prêmio Guarani de Cinema Brasileiro             | Melhor Atriz Coadjuvante                            | Cabeça de Nêgo                        | Venceu    |
| 2022 | Inffinito Film Festival                         | Melhor Elenco                                       | Ela e Eu                              | Venceu    |
| 2022 | Festival de Gramado                             | Melhor Atriz de Curta-metragem                      | Último Domingo                        | Venceu    |
| 2022 | Festival Petit Pavé                             | Melhor Atuação                                      | Último Domingo                        | Venceu    |
| 2022 | Festival de Cinema Jaraguá do Sul               | Melhor Atriz                                        | Último Domingo                        | Indicada  |
| 2023 | Festival de Cinema de Caruaru                   | Melhor Atriz (Mostra Brasil)                        | Último Domingo                        | Venceu    |
| 2023 | Curta na Serra – Festival de Cinema ao Ar Livre | Melhor Atriz de Curta-metragem Nacional             | Último Domingo                        | Venceu    |
| 2023 | Prêmio Dandara da Assembleia Legislativa        | Homenagem                                           | Contribuição na valorização da mulher | Venceu    |
| 2024 | Festival Guarnicê de Cinema                     | Melhor Atriz Coadjuvante de Curta-Metragem Nacional | Deixa                                 | Indicada  |
| 2024 | Prêmio Ubuntu Potências Negras                  | Cenas Pretas (Atriz)                                | Volta por Cima                        | Venceu    |
| 2024 | Prêmio F5                                       | Melhor Atuação em Novela                            | Volta por Cima                        | Indicada  |
| 2024 | Melhores do Ano - Duh Secco                     | Melhor Atriz                                        | Volta por Cima                        | Venceu    |
| 2025 | SEC Awards                                      | Melhor Atriz em Novela                              | Volta por Cima                        | Pendente  |